# Бионические глаза

бионические глаза

Бионические глаза, визуальные протезы, —  бионические протезы, предназначенные для восстановления функции зрения у тех, кто страдает полной или частичной слепотой. Было разработано много устройств с применением технологий кохлеарных имплантатов и нейропротезирования. Идеи использования электрического тока (например, электростимуляции сетчатки) для восстановления зрения восходят к XVII веку. Их обсуждали Бенджамин Франклин, Тибериус Кавалло и Шарль Леруа.

## Биологические соображения

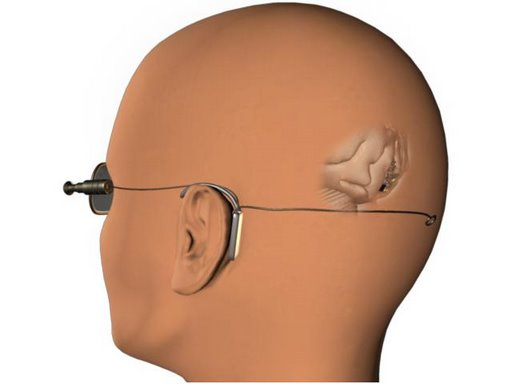
бионический глаз

Возможность дать слепому человеку приобрести зрение при помощи бионического глаза зависит от обстоятельств, вызвавших потерю зрения. Протез сетчатки является наиболее распространённым зрительным протезом. Для этого протеза лучше всего подходят пациенты с потерей зрения из-за дегенерации фоторецепторов. Шансы на успех увеличиваются, если зрительный нерв пациента был развит до появления слепоты. Люди с врождённой слепотой могут не иметь полностью развитого зрительного нерва, хотя нейропластичность позволяет нерву развиваться после установки имплантата.

## Технологические соображения
Визуальное протезирование разрабатывается как потенциально ценная помощь для людей с деградацией зрения. Argus II, разработанный совместно с Университетом Южной Калифорнии (USC) и производимый Second Sight Medical Products Inc., в настоящее время является единственным подобным устройством, получившим маркетинговое одобрение (знак CE в 2011 году). Большинство других проектов находятся на стадии разработки.

## Текущие проекты

### Argus II
Марк Хумаюн, Юджин Дежуан, Говард Д. Филлипс, Вентай Лю и Роберт Гринбер были первыми изобретателями активного визуального протеза. Они доказали работоспособность их концепции во время исследований с пациентами в Университете Джонса Хопкинса. В конце 1990-х Гринберг вместе с предпринимателем по производству медицинского оборудования основал компанию Second Sight. Их имплантат первого поколения имел 16 электродов и использовался в Университете Южной Калифорнии в период с 2002 по 2004 год. В 2007 году компания начала испытание его 60-электродного имплантата второго поколения, получившего название Argus II. В испытаниях приняло участие 30 человек из 4 стран. Весной 2011 года, на основании результатов клинического исследования, которые были опубликованы в 2012 году, Argus II был одобрен для коммерческого использования в Европе, и Second Sight запустил продукт в производство. В США Argus II был сертифицирован 14 февраля 2013 года. Национальный институт глаз, Министерство энергетики и Национальный научный фонд поддержали разработку Second Sight.

### Визуальный протез на основе микросистем (MIVP)
Клод Вераарт из Университета Лувена разработал протез, который представляет собой электрод со спиральной манжетой вокруг зрительного нерва в задней части глаза. По задумке стимулятор должен получать сигналы от внешней камеры, которые преобразуются в электрические сигналы, и напрямую стимулировать зрительный нерв.

### Имплантируемый миниатюрный телескоп
Имплантируемый миниатюрный телескоп, хотя он и не является активным протезом, выступает в роли одного из видов визуальных имплантатов, которые могут использоваться в лечении макулодистрофии на её последних стадиях. Устройство такого типа имплантируется в глаз, увеличивая (примерно в три раза) размер изображения, проецируемого на сетчатку.
Примером является телескоп, созданный VisionCare Ophthalmic Technologies. Он размером с горошину и имплантируется за радужную оболочку глаза. Изображение проецируются на здоровые участки центральной сетчатки, за пределами дегенерированной макулы и увеличивается, чтобы уменьшить влияние слепого пятна на зрение. Степень увеличения в 2,2 или 2,7 раза позволяет увидеть или различить объект, представляющий интерес, в то время как другой глаз используется для периферического зрения. Глаз, имеющий имплантат, в качестве побочного эффекта будет иметь ограниченное периферическое зрение. Пациентам, использующим устройство, все же могут понадобиться очки для оптимального зрения. Перед операцией пациенты должны сначала опробовать ручной телескоп, чтобы узнать, улучшит ли он зрение в их случае. Одним из основных недостатков является то, что он не может быть использован для пациентов, перенесших операцию по удалению катаракты. А также, чтобы установить телескоп требуется сделать большой разрез в роговице.

### Проект MPDA Alpha IMS
В 1995 году в Университетской глазной клинике Тюбингена началась разработка субретинальных протезов сетчатки. Под сетчатку укладывался чип с микрофотодиодами, который воспринимал свет и трансформировал в электрические сигналы, стимулирующие ганглионарные клетки наподобие естественного процесса в фоторецепторах неповреждённой сетчатки. Природные фоторецепторы гораздо эффективнее фотодиодов и видимый свет не достаточно мощный, чтобы стимулировать MPDA. Поэтому для повышения уровня стимуляции используется внешний источник питания. Первые эксперименты на микросвинках и кроликах были начаты в 2000 году, и только в 2009 году имплантаты были вживлены 11 пациентам в рамках клинического пилотного исследования. Первые результаты были обнадеживающими — большинство пациентов смогли отличать день от ночи, некоторые даже могли распознавать предметы — чашку, ложку, следить за перемещением крупных предметов.
Первые имплантации в Великобритании состоялись в марте 2012 года и были проведены Робертом МакЛареном в Оксфордском университете и Тимом Джексоном в Королевской больнице Лондона. На 2017 год Alpha IMS, производства Retina Implant AG Germany имела 1500 электродов, размер 3×3 мм, толщиной 70 микрон. После установки под сетчатку это позволяет почти всем пациентам получить некоторую степень восстановления светоощущения.

### MIT Retinal Implan
Джозеф Риццо и Джон Уайетт из Массачусета начали исследовать возможность создания протеза сетчатки в 1989 году, и провели испытания стимуляции на слепых добровольцах в период между 1998 и 2000 годами. С тех пор они разработали субретинальный стимулятор, набор электродов, который размещён под сетчаткой и принимает сигналы изображения от камеры, установленной на пару очков. Микросхема стимулятора декодирует информацию изображения, передаваемую камерой, и соответственно стимулирует ганглиозные клетки сетчатки. Протез второго поколения собирает данные и передаёт их имплантату через радиочастотные поля из катушки передатчиков, установленных на очках. Вторичная катушка приемника зашита вокруг радужки.

### Искусственная кремниевая сетчатка (ASR)
Братья Алан Чоу и Винсент Чоу разработали микрочип, содержащий 3500 фотодиодов, которые обнаруживают свет и преобразуют его в электрические импульсы. Они стимулируют здоровые ганглиозные клетки сетчатки . ASR не требует внешних устройств. Микрочип ASR — это кремниевый чип диаметром 2 мм (та же концепция, что и в компьютерных чипах), 25 микрон толщиной, содержащий 5000 микроскопических солнечных элементов под названием «микрофотодиоды», каждый из которых имеет свой собственный стимулирующий электрод.

### Фотоэлектрические протезы сетчатки (PRIMA)
Даниэль Паланкер и его группа в Стэнфордском университете разработали фотоэлектрическую систему, она же и есть «бионический глаз». Система включает в себя субретинальной фотодиод и инфракрасную проекционную систему изображения, установленную на видеоочки. Информация с видеокамеры обрабатывается в карманном компьютере и отображается в импульсном инфракрасном (850—915 нм) видеоизображении. ИК-изображение проецируется на сетчатку через естественную оптику глаза и активирует фотодиоды в субретинальном имплантате, которые преобразуют свет в импульсный бифазный электрический ток в каждом пикселе. Электрический ток, протекающий через ткань между активным и обратным электродами в каждом пикселе, стимулирует близлежащие внутренние нейроны сетчатки, в первую очередь, биполярные клетки, которые передают возбуждающие ответы клеткам ганглия сетчатки. Эта технология коммерциализируется компанией Pixium Vision и, по состоянию на 2018 год, проходит клинические испытания.

### Bionic Vision
Австралийская команда во главе с профессором Энтони Беркиттом разрабатывает два протеза сетчатки. Устройство Wide-View объединяет новые технологии с материалами, которые были успешно использованы в других клинических имплантатах. Этот подход включает в себя микрочип с 98 стимулирующими электродами и направлен на повышение мобильности пациентов, чтобы помочь им безопасно перемещаться в своей среде. Этот имплантат будет помещён в супрахориоидальное пространство. Первые тесты пациентов с этим устройством начаты в 2013 году.
Консорциум Bionic Vision Australia разрабатывает устройство High-Acuity, которое включает в себя ряд новых технологий для объединения микрочипа и имплантата с 1024 электродами. Устройство призвано улучшить зрение, чтобы помочь с такими задачами, как распознавание лиц и чтение крупным шрифтом. Бионическая зрительная система включает в себя камеру, передающую радиосигналы микрочипу, расположенному в задней части глаза. Эти сигналы превращаются в электрические импульсы, стимулирующие клетки в сетчатке и зрительный нерв. Потом они передаются в зрительные зоны коры мозга и преобразуются в изображение, которое видит пациент.
Австралийский исследовательский совет присудил Bionic Vision Australia грант в размере 42 миллионов долларов США в декабре 2009 года, и консорциум был официально запущен в марте 2010 года.

### Dobelle Eye
Dobelle Eye по функциям аналогичен устройству MIT Retinal Implan, за исключением того, что чип-стимулятор находится в зрительной коре, а не на сетчатке. Первые впечатления от имплантата были неплохие. Ещё в стадии развития, после смерти Добеля, было решено превратить этот проект из коммерческого в проект, финансируемый государством.

### Интракортикальный зрительный протез
Лаборатория нейронных протезов из Иллинойского технологического института в Чикаго, разрабатывает визуальный протез, используя внутрикорковые электроды. Аналогично системе Добеля, применение внутрикорковых электродов позволяет значительно увеличить пространственное разрешение в сигналах стимуляции. Кроме того, разрабатывается система беспроводной телеметрии для устранения необходимости в транскраниальных (внутричерепных) проводах. Электроды, покрытые слоем активированной плёнки оксида иридия (AIROF), будут имплантированы в зрительной коре, расположенной в затылочной доле мозга. Наружный блок будет захватывать картинку, обрабатывать её и генерировать инструкции, которые затем будут передаваться в имплантированные модули по телеметрическому линку. Схема декодирует инструкции и стимулирует электроды, в свою очередь стимулируя зрительную кору. Группа разрабатывает датчики внешней системы захвата и обработки изображений для сопровождения специализированных имплантируемых модулей, встроенных в систему. В настоящее время проводятся исследования на животных и психофизические исследования человека для проверки целесообразности имплантации добровольцам.

## Визуальные протезы в России

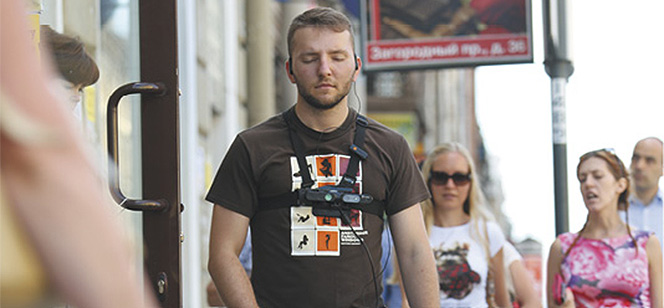
бизнесмен Виталий Китаев, генеральный директор ООО «ПРОзрение», с опытным устройством помощи слепым и слабовидящим людям «Oriense-1»

В 2014 году в России началась подготовка к проведению первой операции по вживлению бионического глаза слепым пациентам. ФМБА России выбрало для этой цели протез Argus II. Подготовка длилась несколько лет. Производитель протезов тестировал российское оборудование, был объявлен набор добровольцев для поиска подходящего пациента. Операцию финансировал благотворительный фонд Алишера Усманова «Искусство, наука и спорт».
Первая в России операция по имплантации слепоглухому пациенту протеза Argus II была проведена в НИЦ офтальмологии РНИМУ им. Н. И. Пирогова под руководством директора центра, профессора Христо Перкловича Тахчиди. Первым пациентом стал житель Челябинска Ульянов Григорий Александрович.
Минздрав России после проведения первой операции заявлял, что планирует включить подобную помощь в программы бесплатной высокотехнологической помощи. Для этого, по словам представителя ведомства, необходимо провести ещё около десятка операций, разработать систему реабилитации. Кроме того, в ближайшее время будет налажено производство в России собственных визуальных протезов. Первыми пациентами будут жители Сергиево-Посадского детского дома для слепоглухих и реабилитационного центра для инвалидов войны по зрению в Сергиевом Посаде.